# Cassandra Cain
Cassandra Cain è un personaggio dei fumetti statunitensi creato da Kelley Puckett e Damion Scott (Alex Maleev curò il design del suo costume) nel 1999, pubblicato dalla DC Comics. Fa parte dell'universo narrativo di Batman. Dal 1999 veste i panni della terza Batgirl; anche se ufficialmente è stata la seconda; è ancora alleata di Batman, sotto il nome di Black Bat.

## Biografia del personaggio

### Infanzia
Nata dall'unione di due pericolosi e noti assassini, David Cain e Sandra Woosan alias Lady Shiva, la piccola Cassandra fu allevata all'interno della lega degli assassini per diventare un giorno la guardia del corpo di Ra's al Ghul. Sandra sperava in realtà che la bambina diventasse la sua degna erede come Lady Shiva, e questo pose il padre in disaccordo con lei (la sua intenzione era di impedirle di renderla un'arma perfetta al suo servizio), perciò David la sottrasse alle cure della donna e l'allevò per conto suo.
A causa dell'allenamento del padre, Cassandra visse quasi completamente isolata dal resto del mondo e non imparò mai a parlare, ma anzi, la parte del cervello normalmente usata per il linguaggio fu allenata perché Cassandra potesse leggere il linguaggio del corpo delle altre persone e anticiparne i movimenti.
Questa diversa capacità di apprendimento le causò dei problemi, come una forma di dislessia, che le ha impedito di imparare a leggere e a scrivere. L'unico modo che ha di comunicare è soltanto il linguaggio del corpo.
Quando però il padre la portò sul campo per metterla alla prova (a 8 anni d'età), essa, pur superando il test ed uccidendo il suo primo uomo, comprese che tutto ciò che il padre le aveva insegnato fino ad allora era sbagliato e fuggì lontano da lui.
Lo shock per la piccola fu enorme, non aveva più nessuno da cui stare e non poteva dire niente a nessuno, inoltre non sapeva quasi nulla del mondo, tuttavia era determinata a scoprire, a vedere cos'altro c'era oltre a ciò che le avevano insegnato fino ad allora e, soprattutto a fuggire da David Cain. Passò così nove anni vagabondando senza casa, diventata una splendida diciassettenne dagli evidenti tratti asiatici, ancora incapace di parlare ma molto più sicura di sé e del mondo che la circonda diviene una dei giovani vagabondi di Gotham City reclutati da Barbara Gordon per recuperare informazioni mentre la città era divenuta centro di scontri fra bande nella terra di nessuno, il suo compito era semplicemente di fare da corriere in cambio di cibo, ma col tempo, Babs si affeziona alla giovane in cui rivede se stessa e che prende sotto la sua ala come una sorella maggiore; Cassandra si affezionerà molto a lei, ma non potrà rivelarle il suo nome a causa del suo mutismo; Barbara capirà che la ragazza non ha problemi fisici e le insegnerà i primi rudimenti di lettura scrittura e dialogo, con eccellenti risultati.
Cassandra salverà in seguito la vita del commissario James Gordon dall'assalto del padre e di Due Facce, meritandosi il rispetto di Batman e rivelando di essere la figlia del mercenario. Compreso il suo passato Barbara sarà decisa a volerla aiutare e, come primo passo, le cederà il ruolo che in passato fu suo: Batgirl.

### Batgirl
Vestita del suo nuovo ruolo combatterà per liberare la terra di nessuno insieme a Robin, Nightwing, Azrael, Oracolo e lo stesso Batman.
In seguito continuerà la sua crociata affiancando i compagni e sempre diretta da Barbara, inoltre imparerà ad esprimersi in un linguaggio rozzo e semplice, quasi primitivo ma comprensibile, nonché a scrivere, dando modo agli altri di scoprire il suo nome, inoltre diverrà una riserva della Young Justice.
Quando il suo passato emergerà del tutto i suoi compagni si dimostreranno comunque disposti ad accettarla.
Nonostante tutto Cassie prova un grande senso di frustrazione per il non potersi esprimere correttamente o per il non capire le altre persone, e ciò la porta ad accettare la proposta di uno scienziato interessato a svolgere un esperimento di riprogrammazione cerebrale su un essere umano; egli facendogli l'offerta di riprogrammarle il cervello per poter essere "normale", l'esperimento riesce e Cassandra diviene capace di comprendere il linguaggio verbale e parlarlo perfettamente, ma come effetto collaterale le sue capacità di predire i movimenti si atrofizzano assieme ad ogni sua altra abilità rendendola completamente inoffensiva ed indifesa.
Questo fino a quando Batgirl non rincontra la madre, l'assassina Lady Shiva, che le insegna nuovamente come predire i movimenti tramite un duello mortale.
Recuperate le sue abilità tornerà a combattere il crimine a Gotham City, facendo inoltre la conoscenza di Stephanie Brown alias Spoiler, che diverrà la sua migliore amica.
I fatti di Bruce Wayne: Assassino? e Bruce Wayne: Fuggitivo saranno inoltre orchestrati proprio da David Cain, interessato a sapere se Batman è degno di allevare sua figlia.
Cassandra Cain ricomparirà più avanti nelle vesti di capo della Lega degli assassini, avendo abbandonato il suo precedente atteggiamento altruista ed essendo divenuta una spietata criminale; l'evoluzione del personaggio da eroina a malvagia sembrò a lungo immotivata, ma in seguito si mostrò che il suo cambiamento di personalità fu dovuto ad una droga in grado di alterare la mente, somministratale dal supercriminale Deathstroke, ma fu liberata da tale influsso grazie a Robin (Tim Drake) ed ai Teen Titans, ritornando al suo ruolo di Batgirl assieme alla sua mentore.

### Outsiders
In seguito Cassandra si unì agli Outsiders nel ruolo di aiutante di Batman; sebbene all'inizio sia guardata storta dai compagni di squadra, soprattutto le ragazze, per via della sua abitudine di isolarsi, della sua scarsa socializzazione e della bizzarra abitudine di andare in giro completamente nuda (interpretato a torto come esibizionismo); dopo un po' si guadagnerà la fiducia degli altri e si dimostrerà anche un abile leader in assenza del cavaliere oscuro.
Sebbene il gruppo sia piuttosto longevo e svolga diverse missioni è destinato a sgretolarsi con la morte di Batman.
Venuta al corrente della notizia inizialmente Cass non vorrà crederci e si recherà nuovamente a Gotham per cercare il suo mentore; constatando tuttavia che Bruce Wayne è veramente morto, diverrà disillusa e triste, tanto che appenderà al chiodo il costume di Batgirl cedendolo all'amica Stephanie e sparendo poco dopo dalla circolazione.

### Black Bat
Dopo che Bruce Wayne ritorna, si scopre che aveva consegnato il suo manto di Batgirl a Stephanie Brown, perché si stava comportando secondo quando ordinato dal suo mentore in caso di decesso o di scomparsa. Dopo l'annuncio pubblico di Bruce Wayne per creare un team globale di Batmen, Tim Drake visita Cassandra a Hong Kong, dove ha agito come un vigilante anonimo, cercando di convincerla a tornare a Gotham, ora che le cose sono tornate alla normalità, ma lei si rifiuta, dicendo che Stephanie ha bisogno del ruolo di Batgirl più di lei. Appena prima di partire, Tim dà Cassandra una copia del suo vecchio costume e le dice che se lei sceglie di rimanere e combattere il crimine a Hong Kong, spera lo farà indossando un Bat-simbolo.
Nella serie di Grant Morrison Batman Inc., si scopre che Cassandra ha accettato l'offerta di Tim e si unì al nuovo gruppo di Bruce, indossando un costume fortemente modificato ed il nome di Black Bat.
Successivamente Cassandra prenderà il nome di Orphan.

## Poteri e abilità
Nonostante la disabilità di Cassandra, l'autore Andersen Gabrych descrive la particolare comunicazione del personaggio come il fattore chiave che la rende una così brava investigatrice, capace di intuire se qualcosa non va semplicemente camminando in una stanza e basandosi sul linguaggio del corpo.
Cassie sembra quasi essere in grado di prevedere con largo anticipo i movimenti avversari e calcolare la risposta adeguata per neutralizzarli; questa abilità la rende una dei più abili combattenti tra gli aiutanti di Batman. Dopo l'addestramento di quest'ultimo e di Oracolo inoltre la ragazza porta le sue già grandi abilità a livelli eccelsi. Questo addestramento, ma soprattutto la sua abilità nella lettura del corpo, l'ha fatta diventare una delle migliori combattenti del mondo, in grado di fronteggiare Lady Shiva, riuscendo anche una volta a batterla seppur a malapena. È andata in stallo contro Nightwing e contro Deathstroke in più occasioni. Cass, tuttavia senza la sua abilità di prevenire le mosse dell'avversario tramite lettura del corpo, la rende particolarmente più debole. Non a caso, quando per un periodo perse questa abilità, Batman le disse che avrebbe impiegato almeno 10 anni per tornare a combattere come faceva prima grazie a quell'abilità.
La coordinazione e le reattività di Cassandra viene in seguito analizzata dai governativi facendo emergere che le sue capacità potrebbero essere considerate addirittura metaumane; difatti molte delle azioni che riesce a svolgere sono non fisicamente possibili, ma addirittura richiedono troppo sforzo mentale per un essere umano. Ha una velocità tale, sia in combattimento che in corsa, che risulta per l'occhio umano a malapena percettibile, addirittura personaggi del calibro di Batman e Deathstroke sono meno veloci di lei. Ha riflessi bullet time, in grado di schivare proiettili multipli facilmente. È un'acrobata fenomenale, in grado di compiere acrobazie impossibili per un normale umano.
Cassandra ha inoltre una formidabile resistenza al dolore, comprese ferite d'arma da fuoco, e sebbene abbia un corpo snello, è in grado di incassare e sferrare colpi devastanti. Come la madre eccelle nel Karate stile Shotokan.

## Altri media

### Cinema
È apparsa al fianco di Harley Quinn in uno spin-off di Suicide Squad, Birds of Prey e la fantasmagorica rinascita di Harley Quinn (uscito nel 2020 e facente parte del DC Extended Universe), dove è interpretata da Ella Jay Basco.

### Televisione
- Cassandra compare in un breve cameo durante il finale della prima stagione di Justice League Unlimited, qui compare in una realtà alternativa e senza maschera mentre sta parlando con Tim Drake.
- Cassandra Cain, alias Batgirl, compare nella serie animata Batwheels.

### Videogiochi
- Cassandra compare al fianco di Robin, come Batgirl nel videogioco Batman: Dark Tomorrow.
- Cassandra è inoltre un personaggio giocabile nelMMORPG DC Universe Online.